# Ménez Hom
Le Ménez Hom [menez‿om] prononcé localement [mene'om] et ['mine'xum] (en breton : Menez C'homm [ˈmẽːne(s) ˈɣɔ̃mː]) est une montagne située en Bretagne, dans le département du Finistère, en pays de Cornouaille, entre l'Aulne et le terroir de Porzay, sur le territoire des communes de Plomodiern, Saint-Nic, Trégarvan et Dinéault où elle culmine à 329 mètres d'altitude. Elle domine la rade de Brest et la baie de Douarnenez, et termine les montagnes Noires. Le site a été classé patrimoine naturel en 2004 pour sa faune et sa flore.

## Toponymie
Le Ménez Hom, également orthographié Menez Hom, se dit en breton Menez C'homm. Ce nom a reçu plusieurs étymologies populaires qui ne devraient pas masquer une relation antique avec le culte des jumeaux divins ou dioscures, Côme et Damien[réf. nécessaire]. Une chapelle Saint-Come se trouve à Saint-Nic et le lieu serait donc la version en breton de « montagne de Come » : Menez C'homm[réf. nécessaire].
Le mot breton Menez signifie « mont » ou « montagne ». Komm (mutée ici en C'homm) signifie en vieux et moyen breton « vallée », et ressemble au gallois « Cwm » (même définition). La vallée est celle de l'Aulne, située en contrebas ; Menez Hom signifiant ainsi « le mont de la vallée (de l'Aulne) ». Une autre explication viendrait du fait que komm signifie également en breton « auge », nom donné d'après la forme dessinée par les deux sommets principaux. Une explication plus fantaisiste donne une origine possible du mot qui serait : montis duma qui signifie « colline en forme de dôme » (qui est effectivement sa forme)[réf. nécessaire].

## Géographie

### Topographie

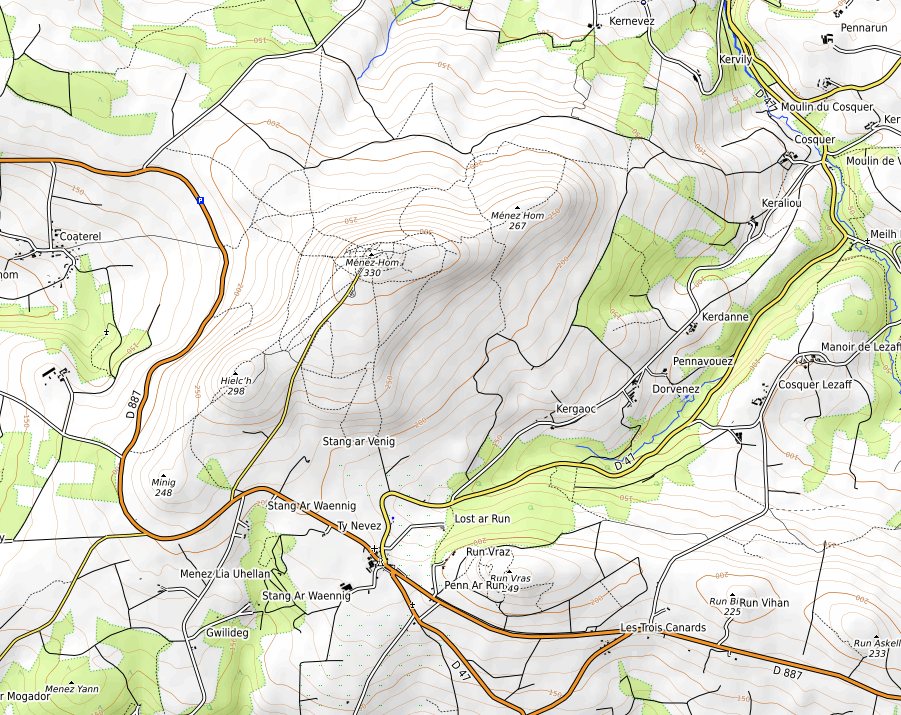
Carte topographique du Ménez Hom.

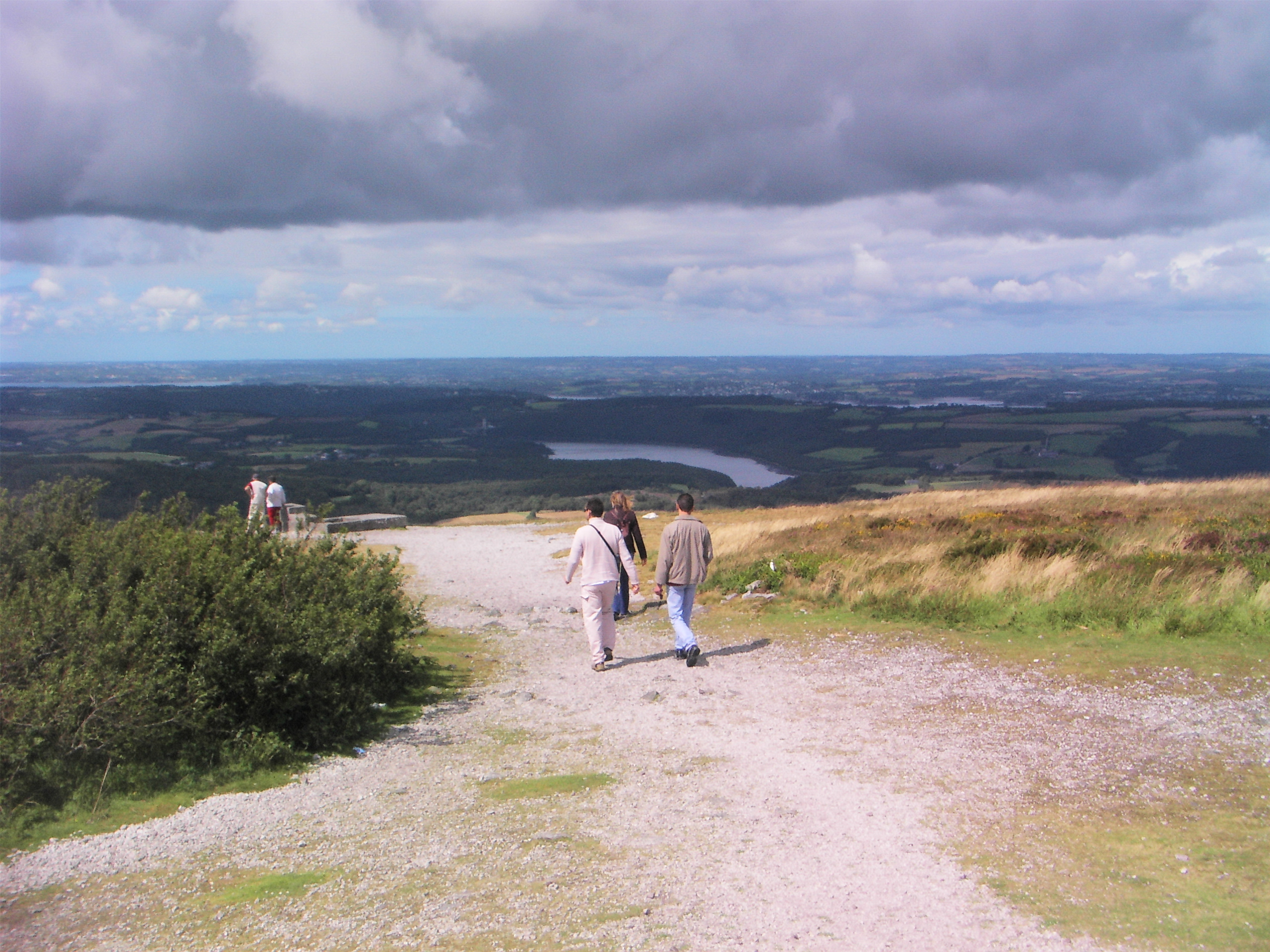
Vue depuis le Ménez Hom.

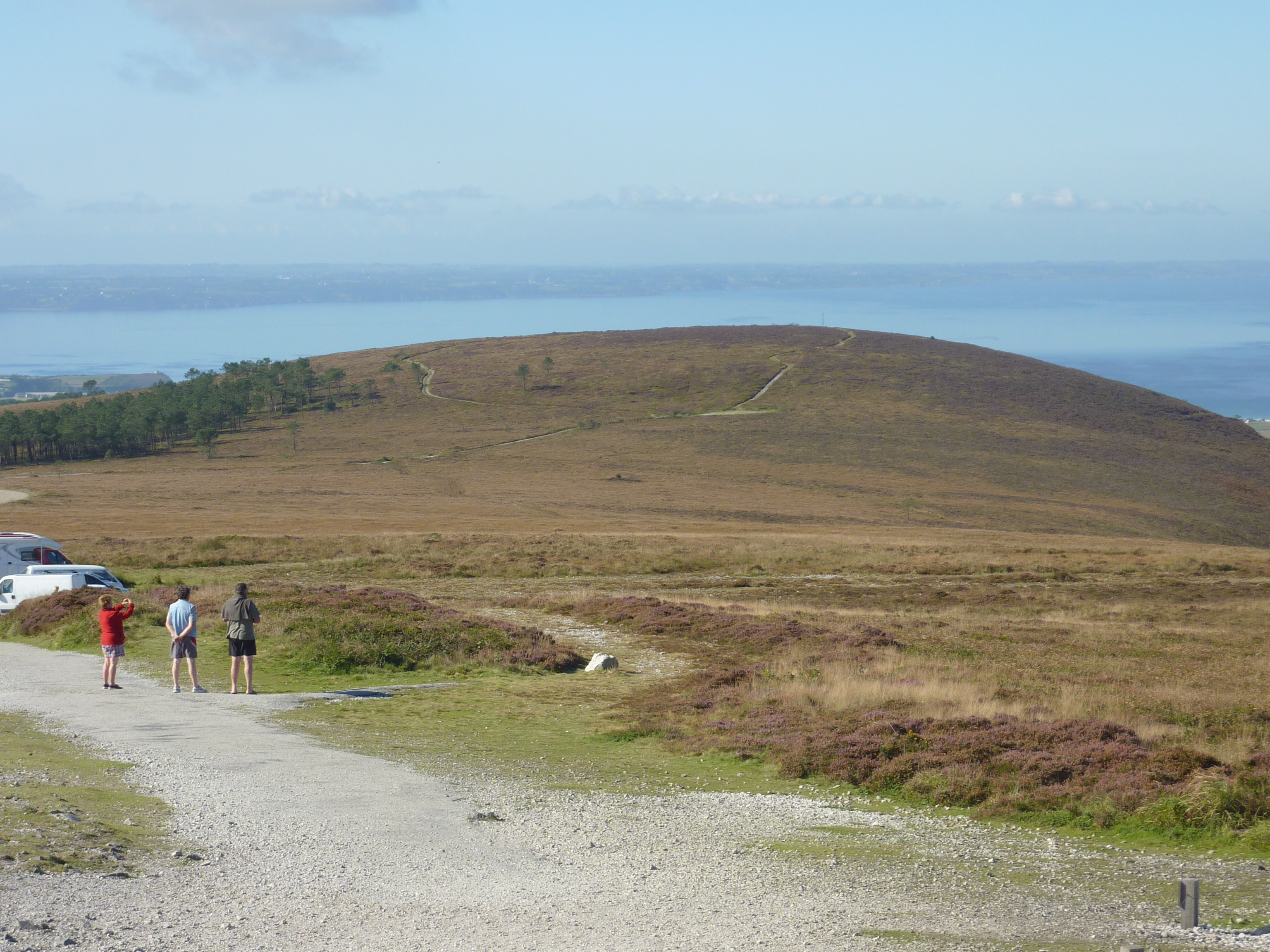
Le Petit Ménez Hom ou Yelc'h, sommet annexe du sommet principal.

Culminant à 329 mètres d'altitude, mais paraissant plus haute car elle est très proche de la mer (6 km), elle est l’une des montagnes sacrées de l’Armorique ; les autres étant le Karrek an Tan, le Roc'h an Aotroù, le Roc de Toulaëron (Roc'h Toull al Laeron en breton), le Menez Bré et le mont Saint-Michel de Brasparts (Menez Mikael-an-Are). Le Ménez Hom se compose de deux sommets principaux distants d'environ 800 mètres : le Petit Menez ou Yelc'h et le sommet principal, appelé le Yed (Yed en breton signifie « guet », ce qui illustre que c'était un endroit propice à la surveillance d'envahisseurs éventuels). À proximité immédiate du Yed, vers le nord-est, se trouve le Yedig. Vers le sud-ouest, après le Yelc'h, on trouve le Menig et le Menez Yan.
À proximité se trouvent trois autres collines plus petites : Run Vras (249 m), Run Vihan (225 m) et le Run Askol (235 m). Vers l'est-sud-est, juste au nord de la route menant à Châteaulin, le Ménez Hom se prolonge par un alignement de trois buttes dénommées « les Trois Canards » ; vers l'ouest, en direction de Telgruc, le Ménez Luz est le sommet le plus occidental des montagnes Noires. Édouard Vallin parle des « sept mamelons du Ménez-Hom ».
Du sommet, par temps clair, un vaste panorama est offert : la rade de Brest jusqu'à la pointe Saint-Mathieu, la presqu'île de Crozon jusqu'à la pointe de Pen-Hir et jusqu'aux Tas de Pois, y compris la presqu'île de Roscanvel qui se termine par la pointe des Espagnols, le cap de la Chèvre, la baie de Douarnenez jusqu'à la pointe du Raz. Côté terre, l'Aulne maritime, avec le pont de Térénez, le village de Rosnoën et jusqu'à Dirinon, les monts d'Arrée jusqu'au mont Saint-Michel de Brasparts, les montagnes Noires et leurs prolongements occidentaux, y compris la montagne de Locronan, la plaine du Porzay et Sainte-Anne-la-Palud.
Le col du Ménez-Hom culmine à 212 mètres d'altitude.

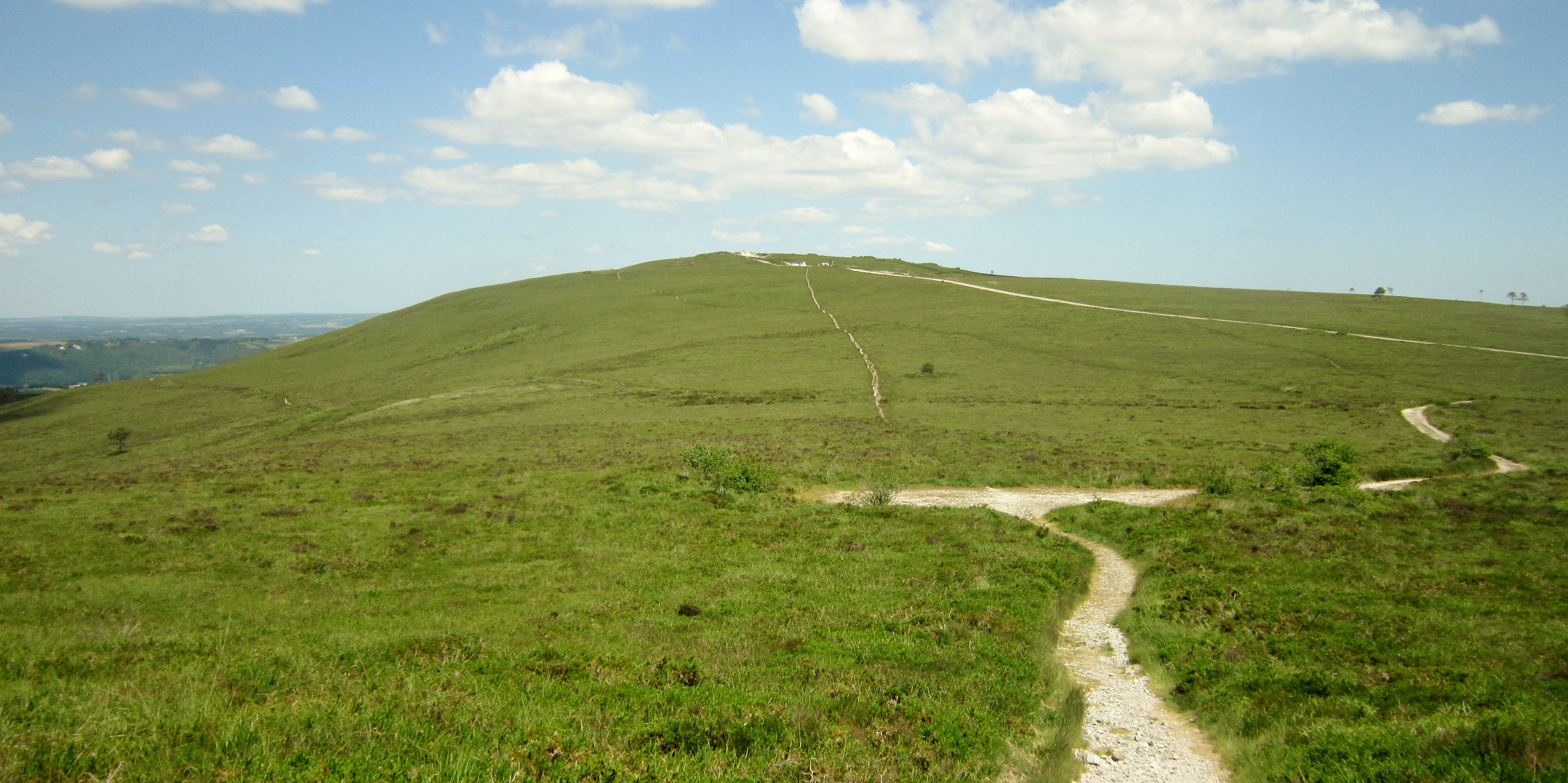
Le sommet principal (Yed) du Ménez Hom vu depuis le sommet du Petit Ménez Hom (Yelc'h).
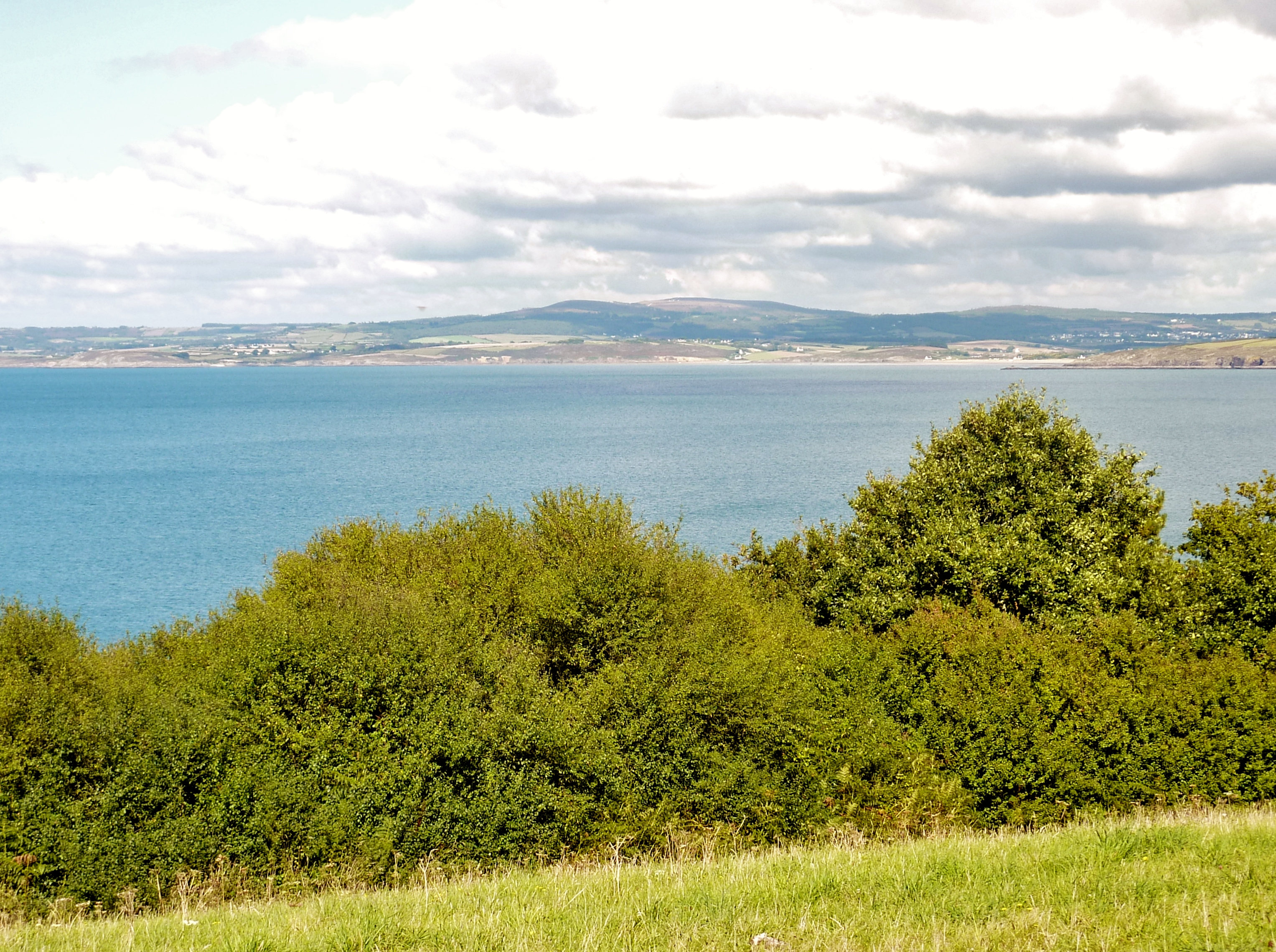
La baie de Douarnenez vue des Plomarc'h en Douarnenez ; à l'arrière-plan, le Ménez Hom.
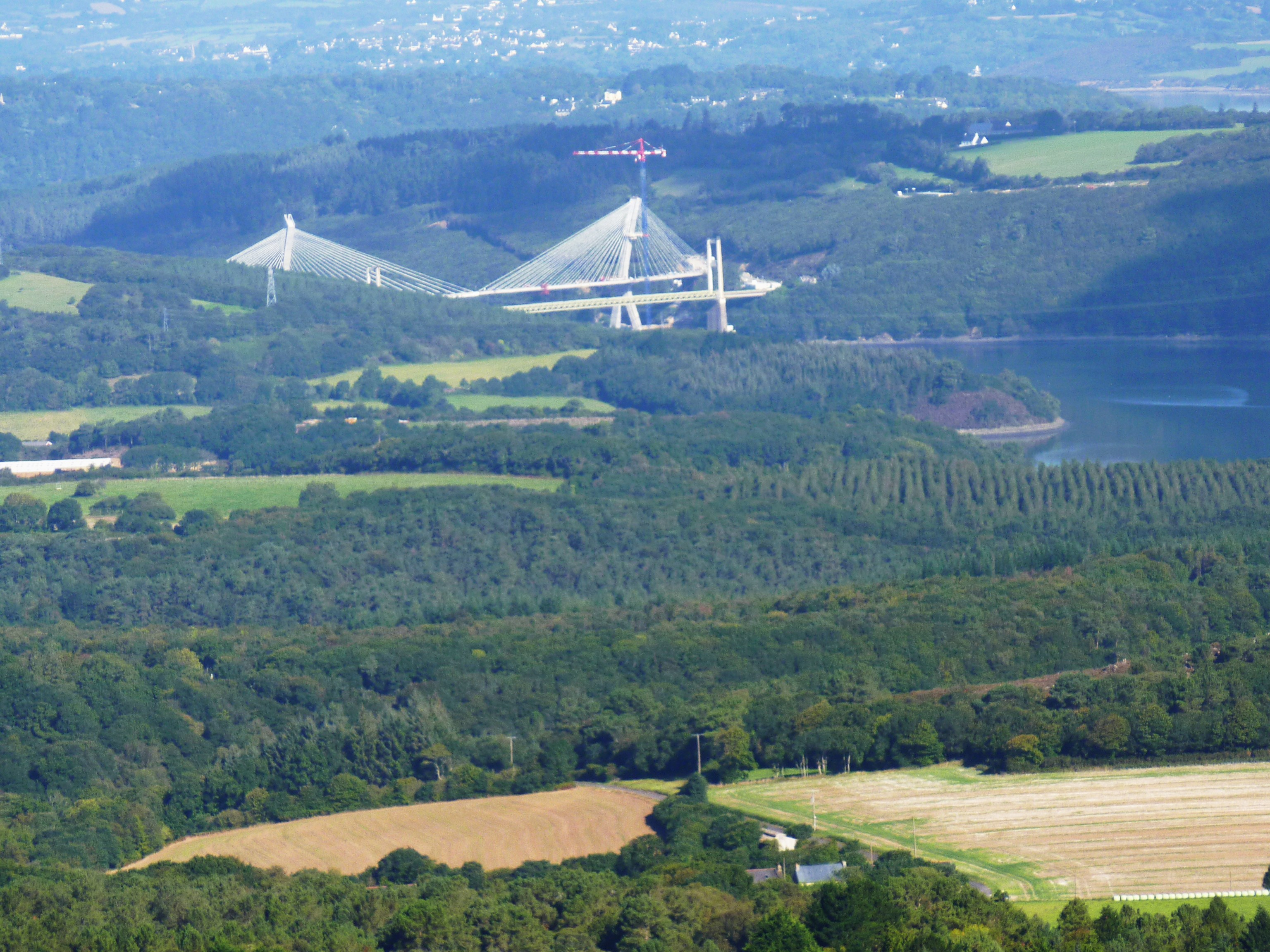
L'Aulne maritime et le pont de Térénez alors en construction.
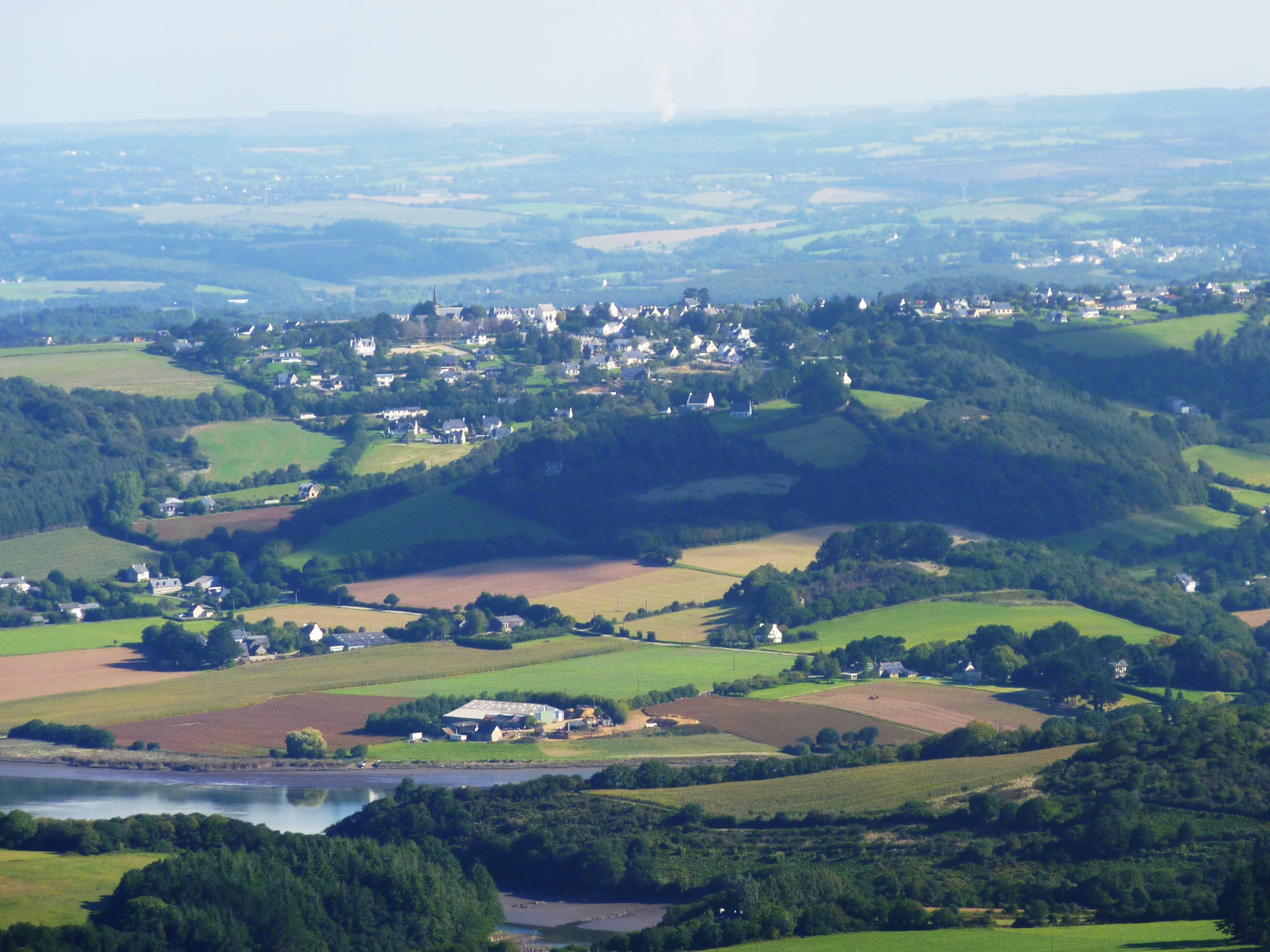
Rosnoën vu du sommet du Ménez Hom ; au fond fumée d'une turbine à gaz de Dirinon.
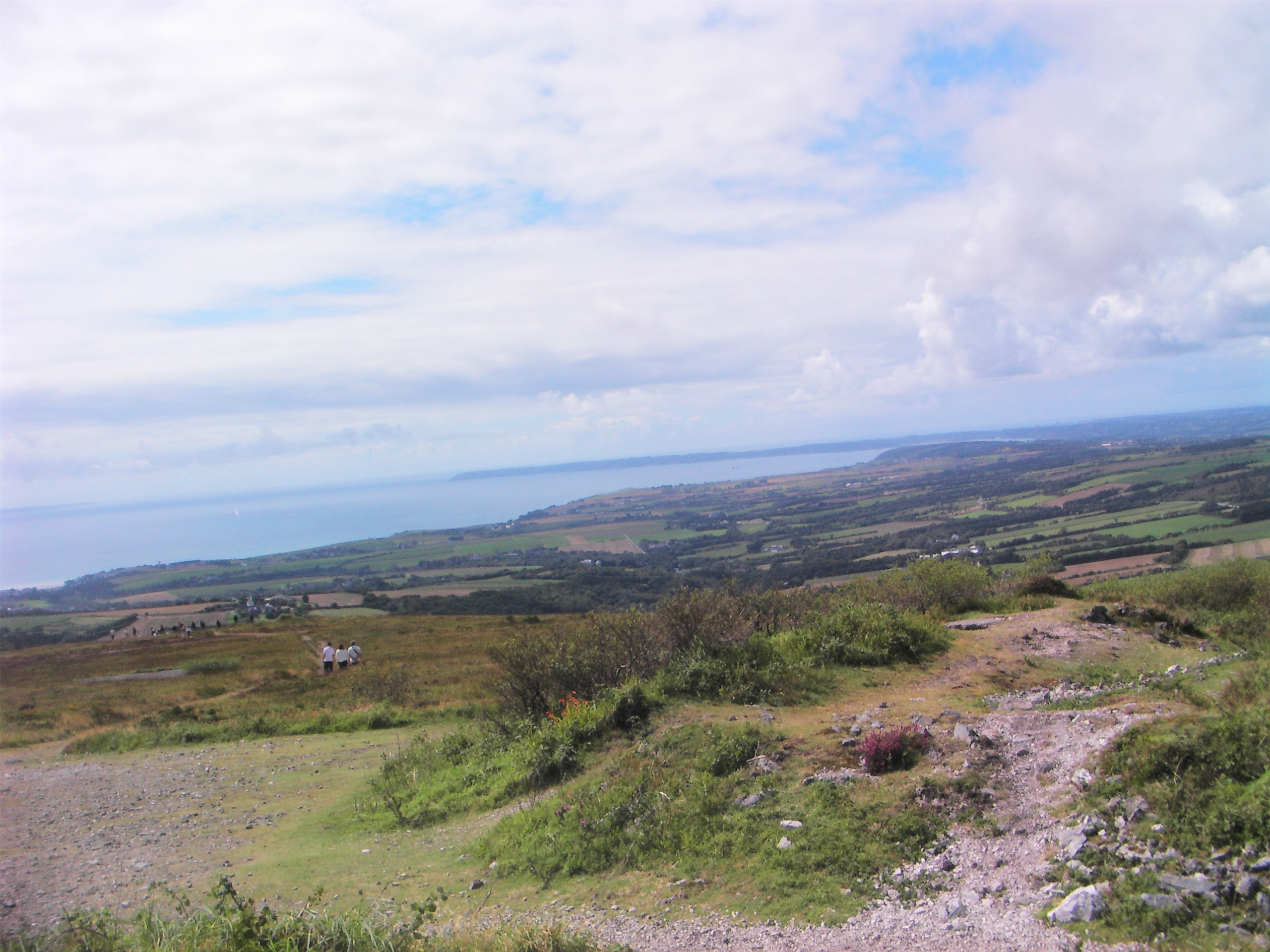
Le cap de la Chèvre et la baie de Douarnenez vus du sommet du Ménez Hom.
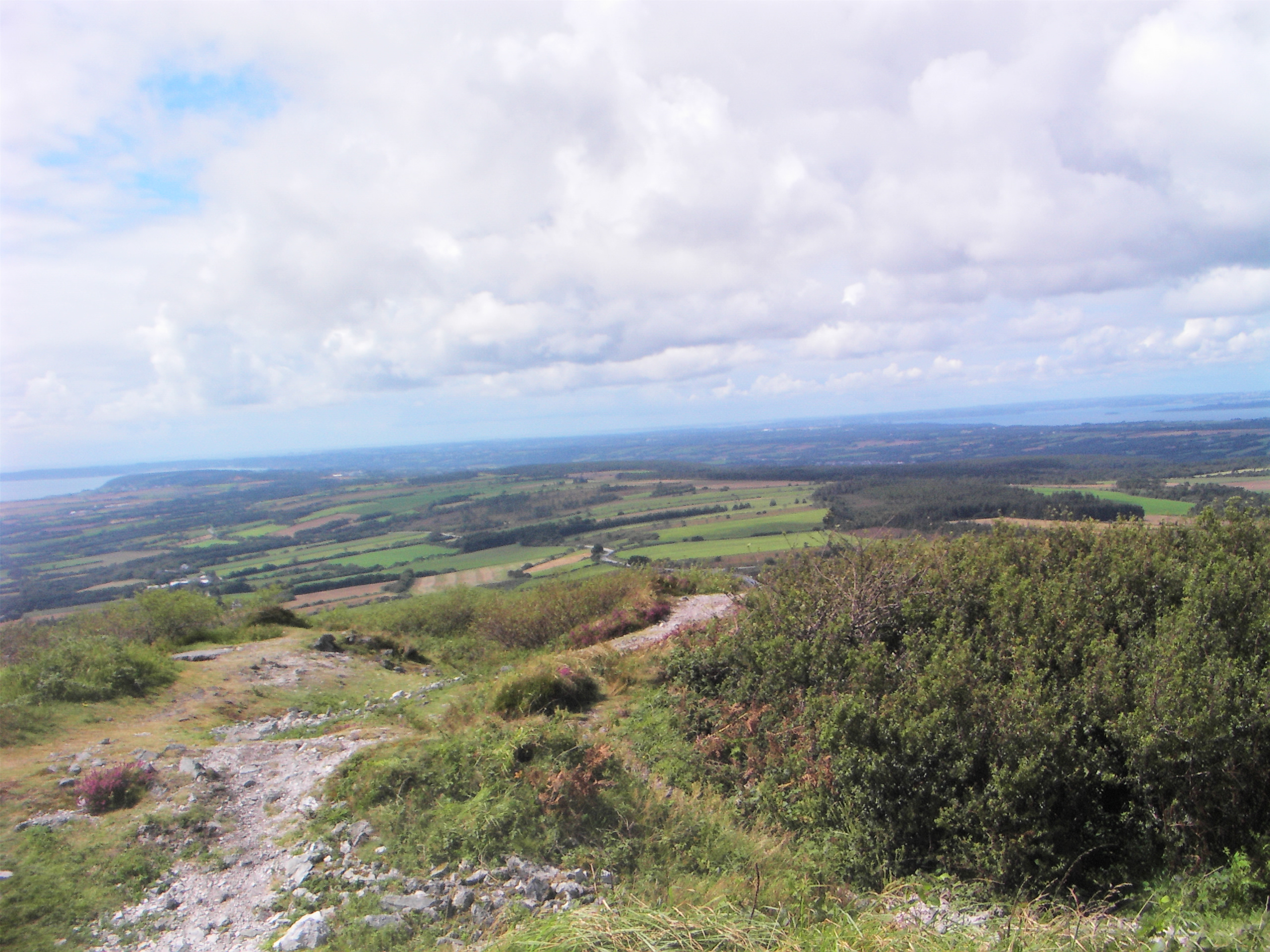
La presqu'île de Crozon et, au fond à droite, la rade de Brest.
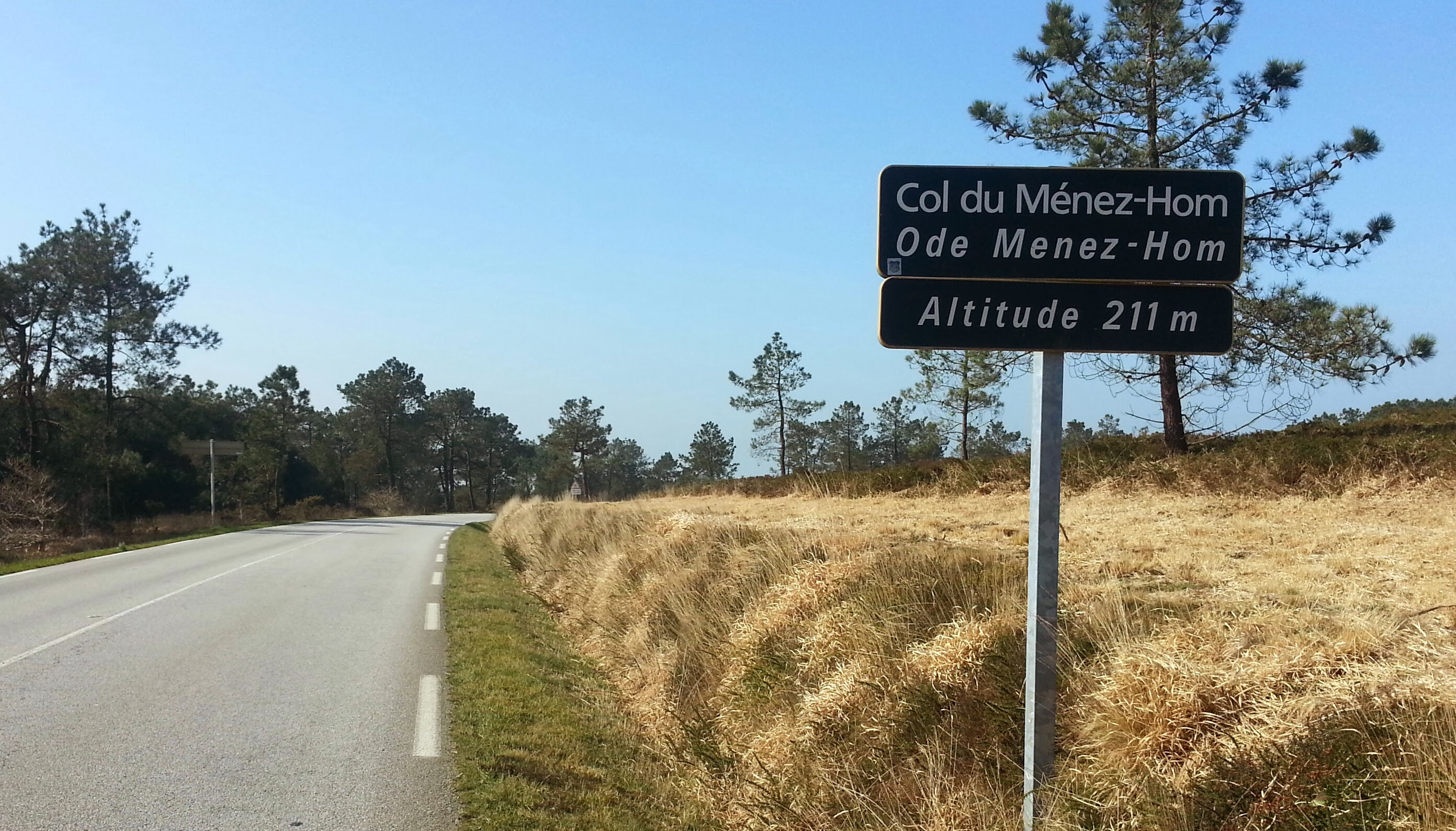
Le col du Ménez-Hom.

### Géologie

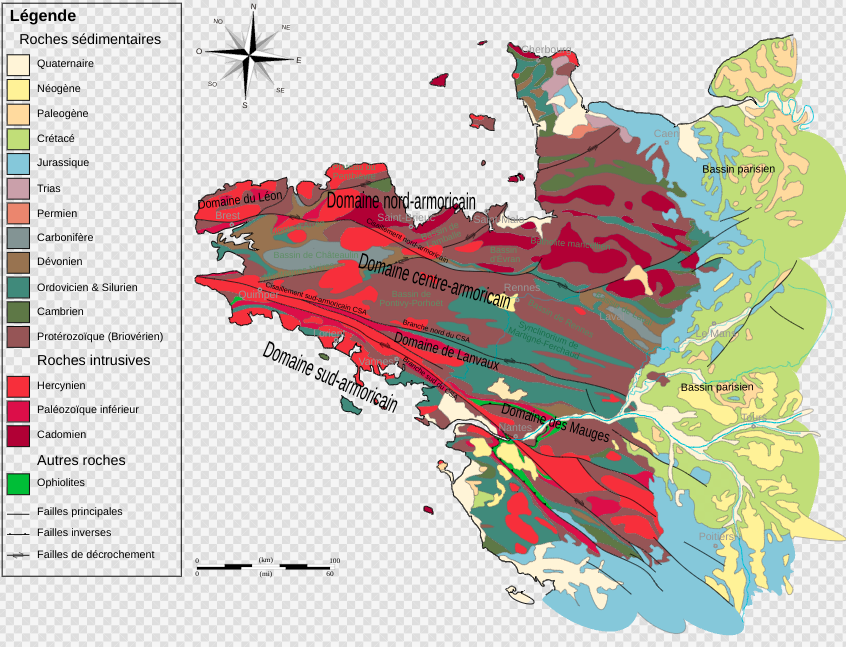
Carte géologique simplifiée du Massif armoricain.

Le Ménez Hom est le sommet le plus occidental des montagnes Noires, qui se prolongent toutefois dans la presqu'île de Crozon jusqu'au-delà de Toul-ar-groas via le Menez Luz situé près de Telgruc, par une longue bande de quartzites dévoniens. C'est une colline principalement constituée de grès armoricain datant de 480 millions d’années qui est, d'après la légende locale, imperçable et incassable ; il forme les points hauts du relief alors que l'érosion a excavé les schistes plus tendres. Assimilé à tort à un volcan dans certains guides touristiques et magazines, le Ménez Hom est un relief résiduel correspondant à une crête d'interfluve. L'origine de cette erreur qui traîne dans des publications touristiques et des magazines est à rechercher dans une ancienne publication scientifique de Charles Barrois « dont le titre malheureux évoquait « les éruptions diabasiques siluriennes du Menez-Hom » alors qu’il s’agissait en fait, comme le savait parfaitement Barrois, des coulées et projections exposées en contrebas dans les falaises de Trégarvan ».
Par le passé, plusieurs carrières, dont les traces sont visibles dans le paysage, l'ont exploité et celle du Hinguer, à Cast, l'exploite encore. Le versant oriental voit affleurer des roches plutoniques (diabases, porphyres, phyllades (dénommées localement « tufau »), tufs, cinérites), restes d'une éruption paléovolcanique sous-marine datée de l'Ordovicien et du Silurien, visibles en contrebas du sommet, le long de l'Aulne sur le territoire de la commune de Trégarvan.

### Atteintes environnementales
Des incendies ravagent périodiquement le Ménez Hom et ses abords, le plus important de l'après Seconde Guerre mondiale étant celui de 1976 : le 18 août, un incendie dû à « une main criminelle qui a allumé près d'une dizaine de foyers » se déclenche ; « malgré les efforts de 250 pompiers, un centre équestre et deux habitations sont entièrement détruits, ainsi que 1 500 hectares de pinèdes ». D'autres incendies se sont produits en 1979, 1986, 1989, 2005, 2006 : ce dernier incendie a dévasté 450 hectares de landes sur les flancs de la montagne.
Depuis le 14 juillet 2011, des brebis de race Landes de Bretagne et de race avranchin entretiennent en période estivale quelques parcelles de landes dans le but de prévenir les incendies. Le dispositif demande à être achevé.
En parallèle, le conseil départemental du Finistère a créé des pistes de défense contre les incendies.

## Histoire

### Préhistoire, Antiquité et Moyen Âge

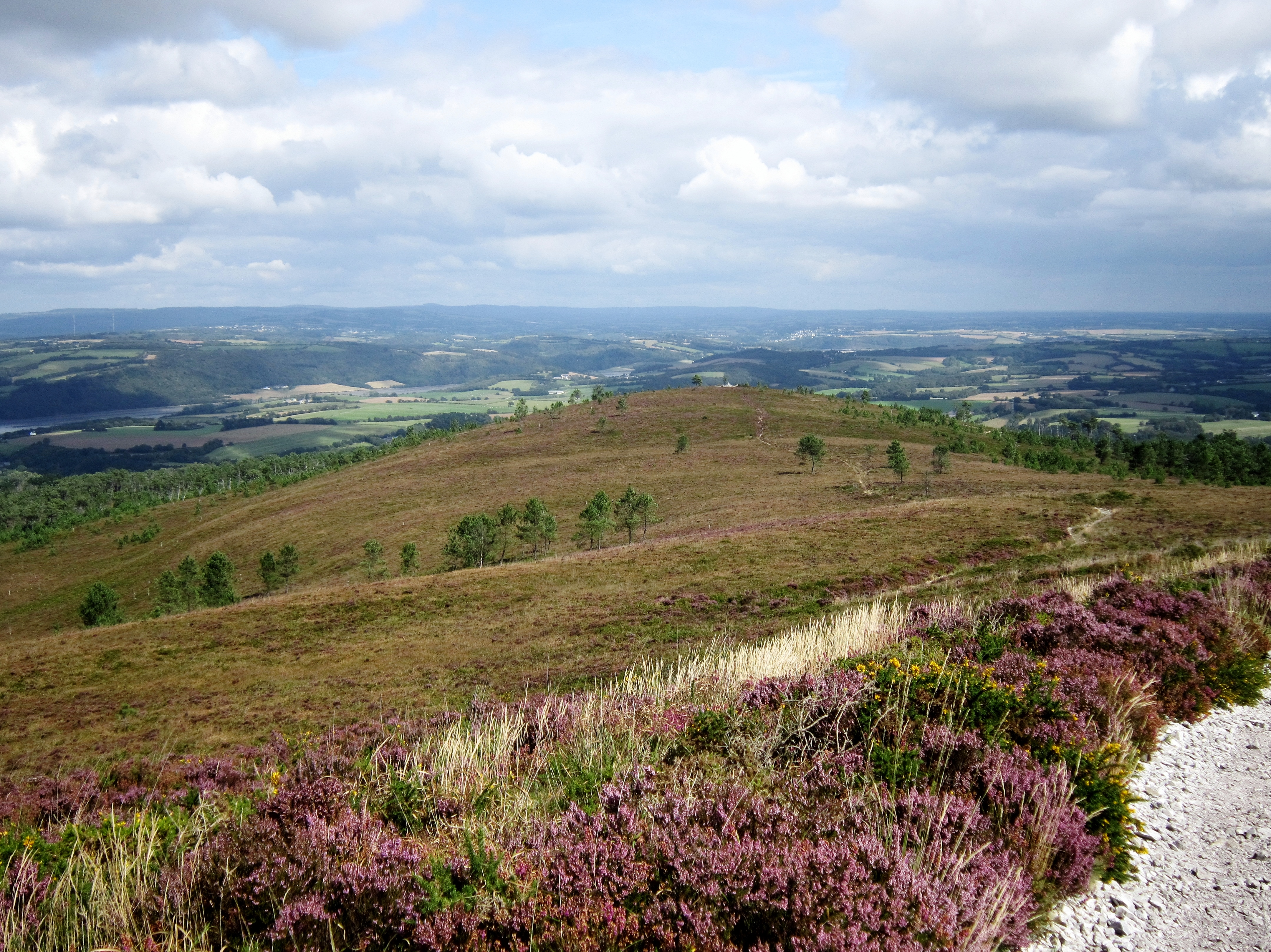
Le paysage en direction de Dinéault et Trégarvan vu du sommet du Ménez Hom ; le cairn censé être la tombe du roi Marc'h se trouve au milieu du sommet annexe visible au milieu de la photographie.

L'histoire ancienne du Ménez Hom est mal connue. La montagne, considérée comme sacrée depuis la Préhistoire : au XIXe siècle Bachelot de la Pylaie trouva sur « cette montagne de solitude, 21 monuments celtiques [en fait préhistoriques] prouvant, selon lui, l’importance religieuse de la montagne avant l’introduction du christianisme » (probablement un lieu de culte consacré à Beltaine dans la religion celte), comporte encore quelques monuments mégalithiques : le docteur Antoine Vourc'h rapporte en 1935 que huit mégalithes existaient sur son versant sud. Sur le versant sud du Yelc'h ou « Petit Ménez Hom », se trouve également un grand cercle de pierres, un cromlech, qui n'est pas daté. Il a également trouvé sur le versant nord du Ménez Hom (sur le territoire de la commune de Trégarvan) des centaines de tombelles (tombe formée par une éminence de terre, un petit tumulus) souvent agglomérées en six îlots principaux, parfois disséminées, et cinq enceintes (à proximité du point de jonction entre les trois communes de Trégarvan, Argol et Saint-Nic). Leur interprétation reste inexpliquée et l'ensemble demeure non daté pour l'instant. Le docteur Vourc'h fait remarquer toutefois que ces traces d'habitat humain préhistorique sont situées sur le versant nord, abrité des vents dominants d'ouest et du sud-ouest. Le versant est porte également une enceinte de pierre en forme de fer-à-cheval dénommée ar c'horn-tro (le « virage » en breton).

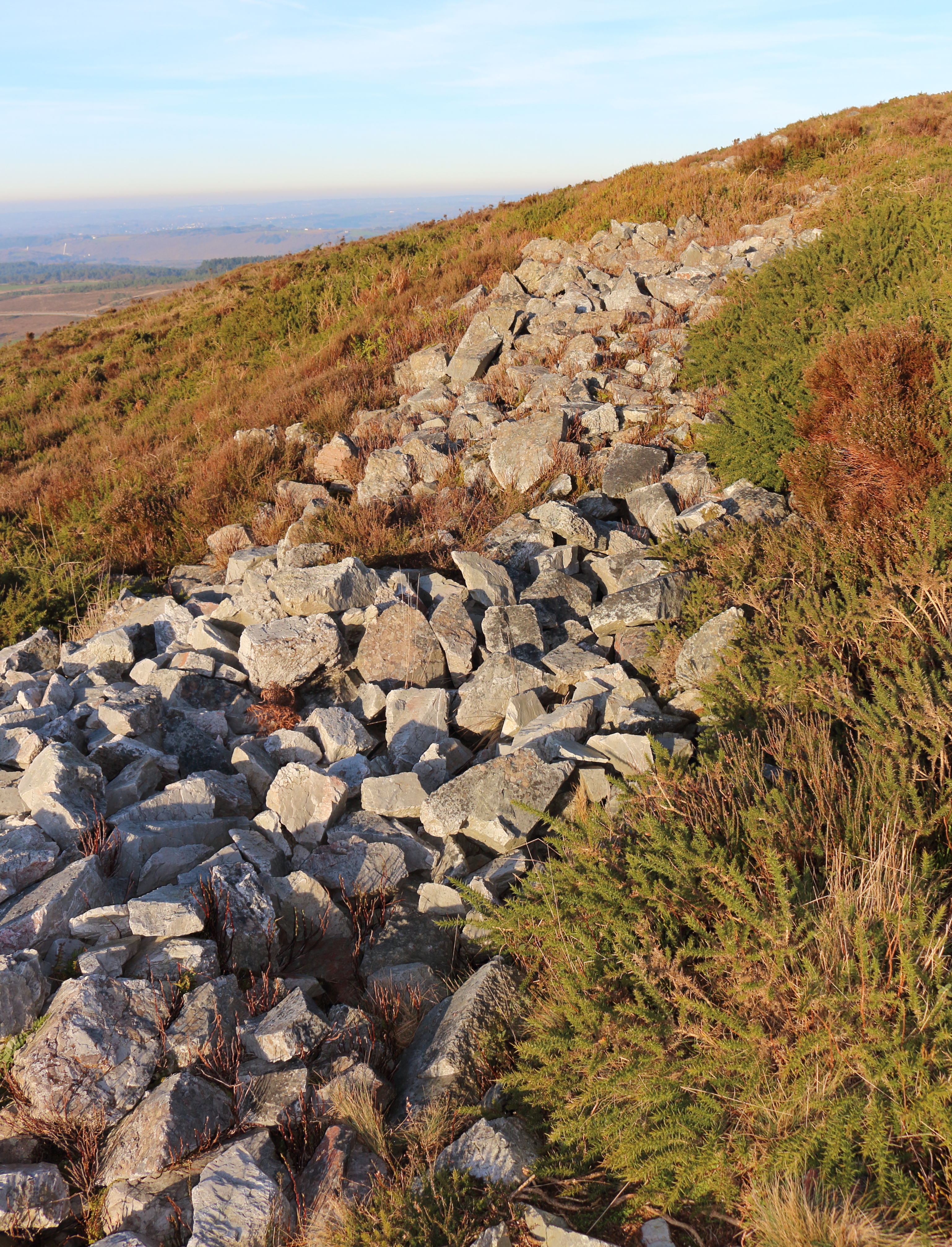
Vue d'une partie de l'enclos circulaire du flanc sud du Yelc'h (Petit Ménez Hom).

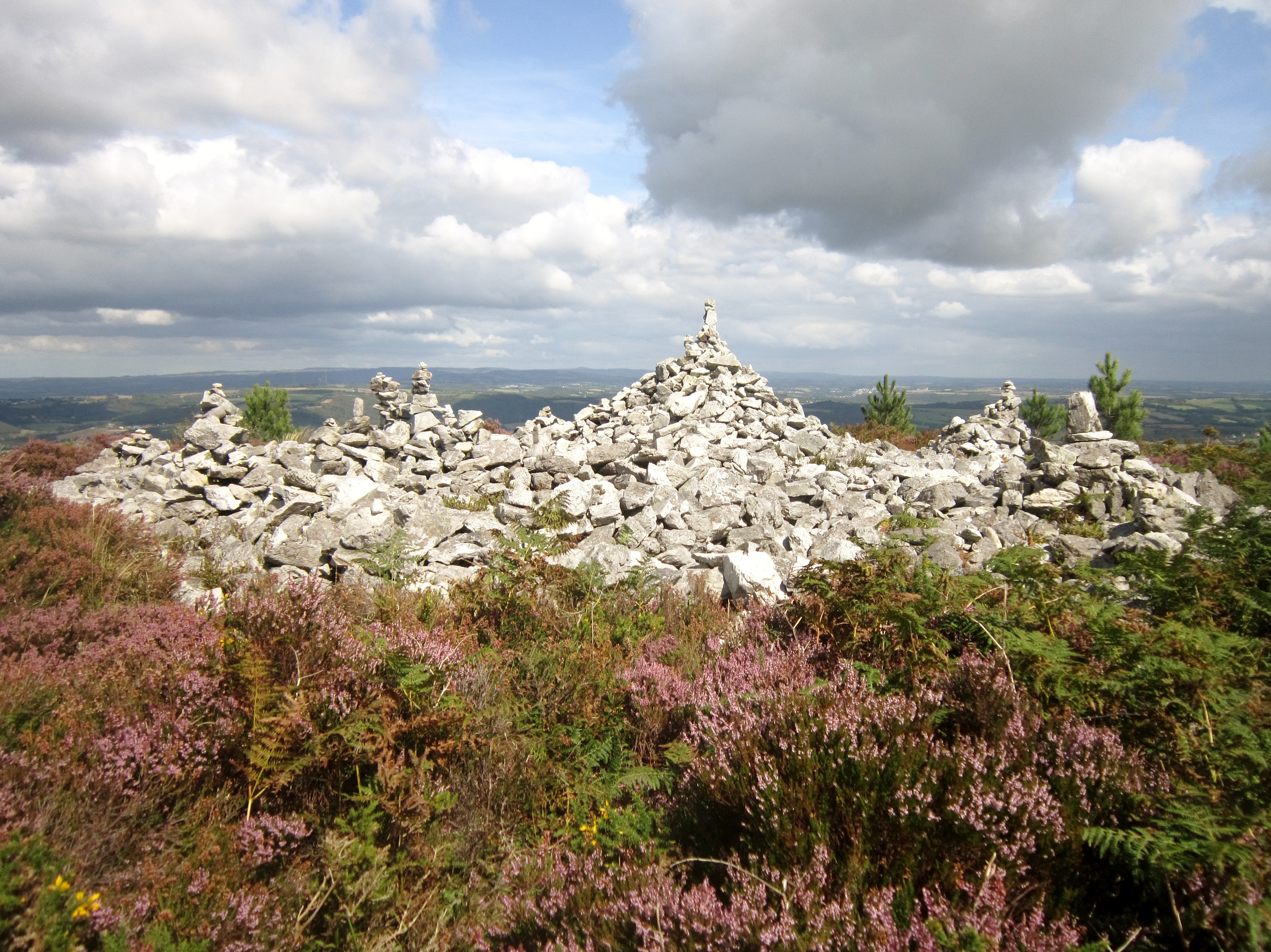
Le « tas de pierres » (Ar-Bern-Mein en breton) situé à l'est du sommet principal du Ménez Hom, censé selon la légende être la tombe du roi Marc'h. L'aspect de ce cairn a été très modifié par les touristes qui ont empilé des pierres les unes sur les autres.

Les légendes font du Ménez Hom une montagne sacrée des Celtes. Le roi Marc'h, roi légendaire, aurait été enterré dans les parages. Anatole Le Braz a écrit en 1905 : « Sur les flancs du Ménez est une pyramide de pierres brutes qu'on appelle dans le pays le Bern-Mein. Un roi, dit-on, est enterré sous ce cairn ».
Le Ménez Hom constituait un point stratégique de la presqu'île de Crozon car il permettait de surveiller toute la région ainsi que la mer. Selon certains, comme Léon Fleuriot, le Ménez Hom pourrait correspondre au cruc ochidient cité par Nennius en donnant les limites de l'Armorique : « ... multas regiones a stagno quod est super verticem montis Jovis usque ad civitatem quae vocatur Cant Guic, et usque ad cumulum occidentalem, id est Cruc Ochidient » (« ... plusieurs régions situées entre l'étang qui se trouve au sommet du mont Jovis, jusqu'à la cité que l'on nomme Cant Guic, et jusqu'au sommet occidental qui est cruc ochidient »).
Ce belvédère a joué un rôle de poste de guet (le surnom de Yed donné au sommet principal du Ménez Hom signifie « guet » en celte) dès l'époque des incursions vikings, sinon auparavant, puis celles des pirates (au XVe siècle) ou des Anglais : une vigie guettait un éventuel signal (un feu) allumé par un guetteur de l'île d'Ouessant et, si l'on en croit la légende de Karreg an Tan, un brasier était alors allumé au sommet du Ménez Hom afin de donner l'alerte aux populations avoisinantes qui auraient fait de même à partir de sommets des monts d'Arrée (mont Saint-Michel de Brasparts peut-être) et des montagnes Noires, d'où le toponyme de Karreg An Tan (« la Roche du Feu ») donné à un sommet des montagnes Noires situé à Gouézec.
Dans les pages qu'il consacre à Saint-Nic dans son Dictionnaire historique et géographique de la province de Bretagne publié en 1778, Jean-Baptiste Ogée décrit longuement les trois sommets du Ménez-Hom et les pratiques, y compris les sacrifices humains, qu'il attribue aux druides, ce qui a été par la suite largement contesté par les historiens.
Selon Alexandre Bouët, saint Corentin aurait bâti un monastère sur un terrain donné par le roi Gradlon au pied du « Ménéhom, ou montagne de Saint-Com, montagne alors couverte de bois, qui malheureusement n'existe plus, et où l'on trouve encore des vestiges du culte druidique [en fait des mégalithes] ».

#### La déesse dite Brigitte du Ménez Hom
| |  |  |
| Statue de la déesse Brigit (Brigitte), déesse celto-romane, trouvée sur les flancs du Ménez Hom (art celto-romain, musée de Bretagne, Rennes). |  |  |

En 1913, une petite tête en bronze d'une déesse casquée celto-romane, fut découverte par un agriculteur à Kerguilly en Dinéault dans une lande nommée Gorred-ar-C'hoad, à 3,2 km du sommet. Vers 1928, le même agriculteur, reprenant ses recherches, trouva dans une cavité le reste du corps, revêtu d'une longue robe à plis, les bras nus avec une sorte de grand collier autour du cou et portant des sandales. Un casque, bien que de type celtique, portait la figuration des trous de visée caractéristiques de modèle grec à la mode dans l'Empire romain jusqu'au milieu du Ier siècle, ainsi qu’un très long cimier (brisé) destiné à porter des plumes s'y trouvaient également, la statue mesurant au total 70 centimètres. Sans doute portait-elle une lance. La forme de son visage et l'oie sur le casque montrent des influences celtiques. On l'a comparée à Athéna, Minerve, Sequana et même aux représentations de la Vierge. Elle a été acquise en 1972 par le musée de Bretagne à Rennes. On la date probablement de la seconde moitié du Ier siècle. Une copie de la statue se trouve dans le hall de la mairie de Dinéault.
Cette statue a été assimilée par René Sanquer et Donatien Laurent à la déesse celte Brigitte (ou Brigit, ou Belisama, ou Brigantia, ou Berhet, ou Berc'hed), déesse des Celtes dans les textes irlandais du début du Moyen Âge. Le nom proviendrait de la racine celtique brigo- signifiant « force, puissance, vigueur », qui ressemble phonétiquement à une autre racine celtique briga « colline, mont », puis « forteresse » qu'on retrouve souvent en toponymie. Christian-Joseph Guyonvarc'h a souligné, en vain, qu'il est abusif de plaquer un nom irlandais sur une effigie gallo-romaine.

### Les foires de Sainte-Marie-du-Ménez-Hom
Bachelot de la Pylaie décrit en 1850 les foires de Sainte-Marie-du-Ménez-Hom : « Les trois foires établies sur cette montagne, au village de Sainte-Marie, les 17 juin, 16 août et 9 septembre, y attirent une réunion considérable d'habitants des paroisses voisines et de marchands. Il n'y en a pas de meilleures ni de plus fortes dans le pays, en fait de foires champêtres. On y trouve du bétail de toute espèce. (...) La place où elles se tiennent est au midi du village, unie et spacieuse ; elle confiné en outre à une vaste lande où l'on conduit l'excédent du bétail ».

### Petit Bleu, le dernier loup du Ménez Hom

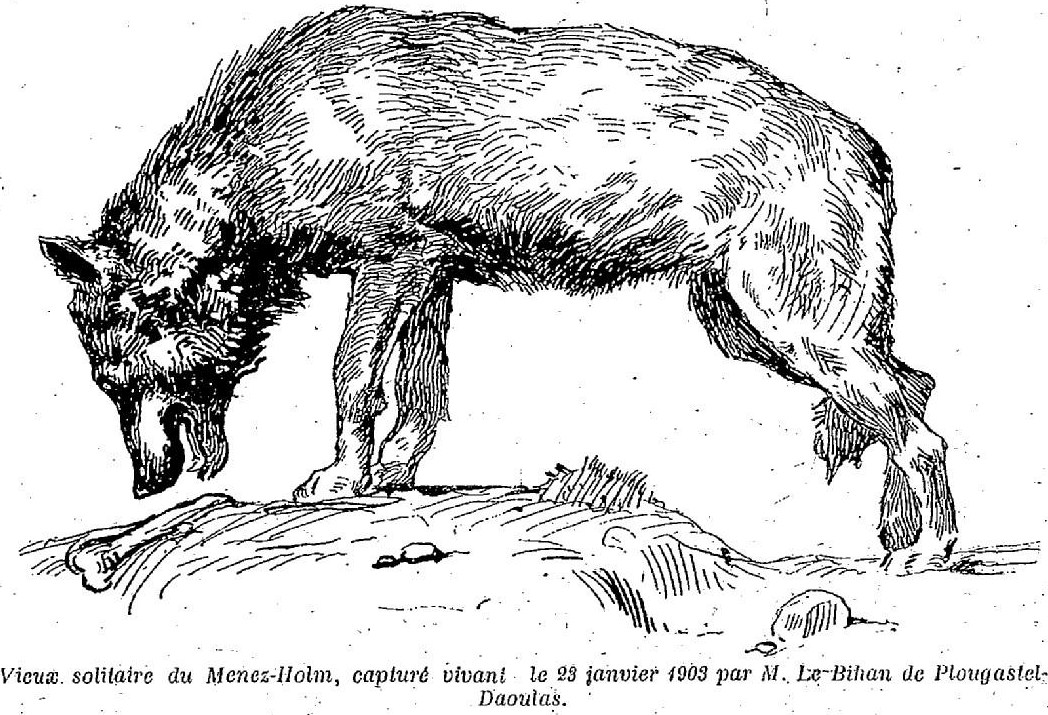
Esquisse du dernier loup du Ménez Hom, capturé le 23 janvier 1903.

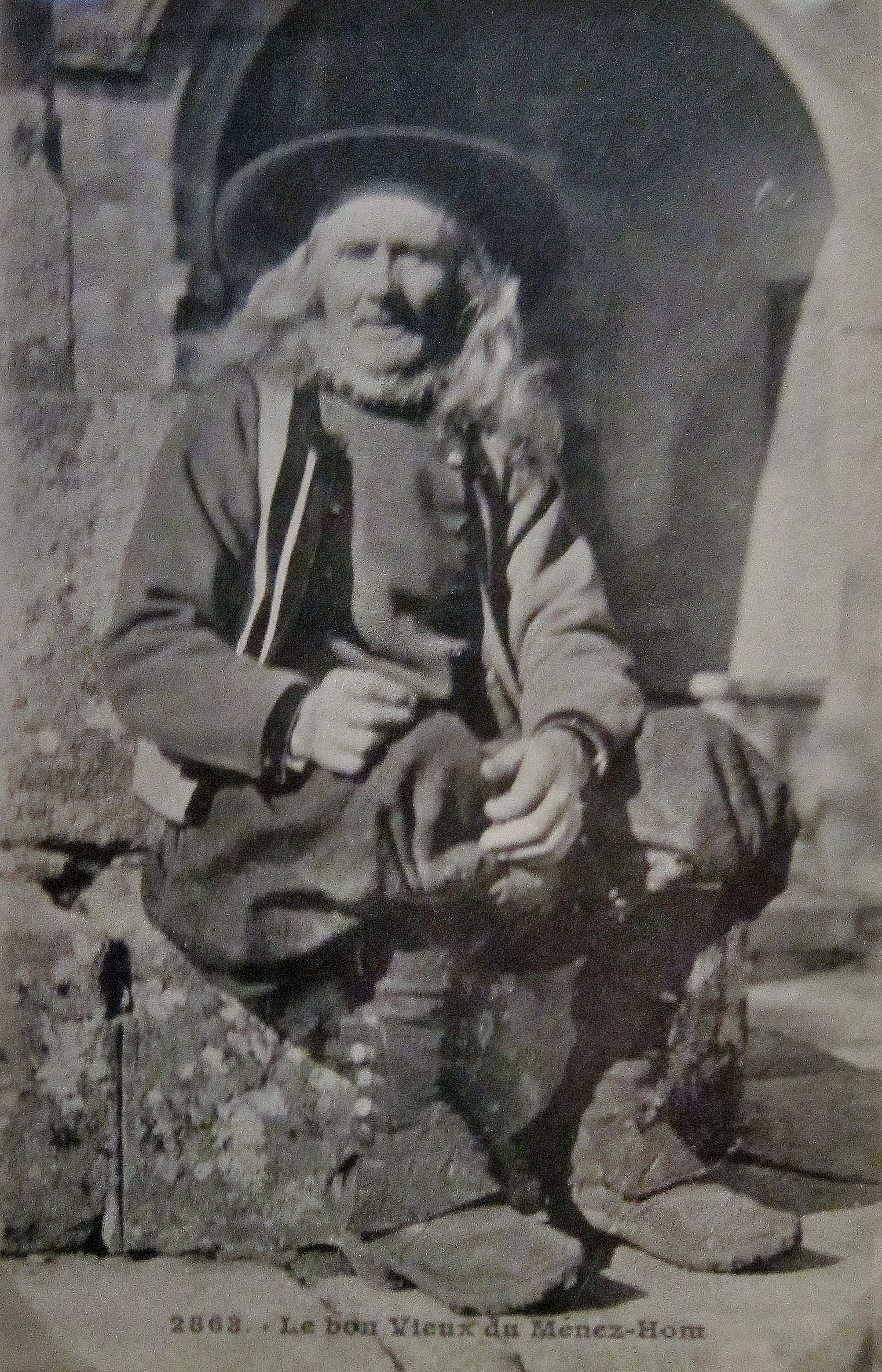
Le bon Vieux du Ménez-Hom (carte postale, vers 1900).

Longtemps, les loups ont subsisté en presqu'île de Crozon. Halna du Fretay, de Plonévez-Porzay, fut le dernier lieutenant de louveterie dans la presqu'île, mais le dernier loup du Ménez Hom, un vieux solitaire, fut capturé le 23 janvier 1903 :

« Pour s'emparer du terrible loup qui dévastait la campagne et terrorisait chacun, M. Le Bihan, de Plougastel-Daoulas, imagina de creuser une fosse de trois mètres environ et profonde de sept, dans un chemin écarté, où la bête avait coutume de passer chaque soir. Il recouvrit cette fosse de petites baguettes surmontées de mousse et de feuilles sèches. À un poteau fixé au milieu de la fosse, il attacha un morceau de viande, appât auquel le loup ne résiste guère. Celui-ci ne manqua point de bondir sur cette proie qu'il avait flairée déjà bien avant de poser ses lourdes pattes sur les minces branchages ..., et il tomba dans la fosse, d'où on le sortit après l'avoir préalablement et soigneusement mis hors d'état de nuire. »

### XXesiècle

#### La Belle Époque

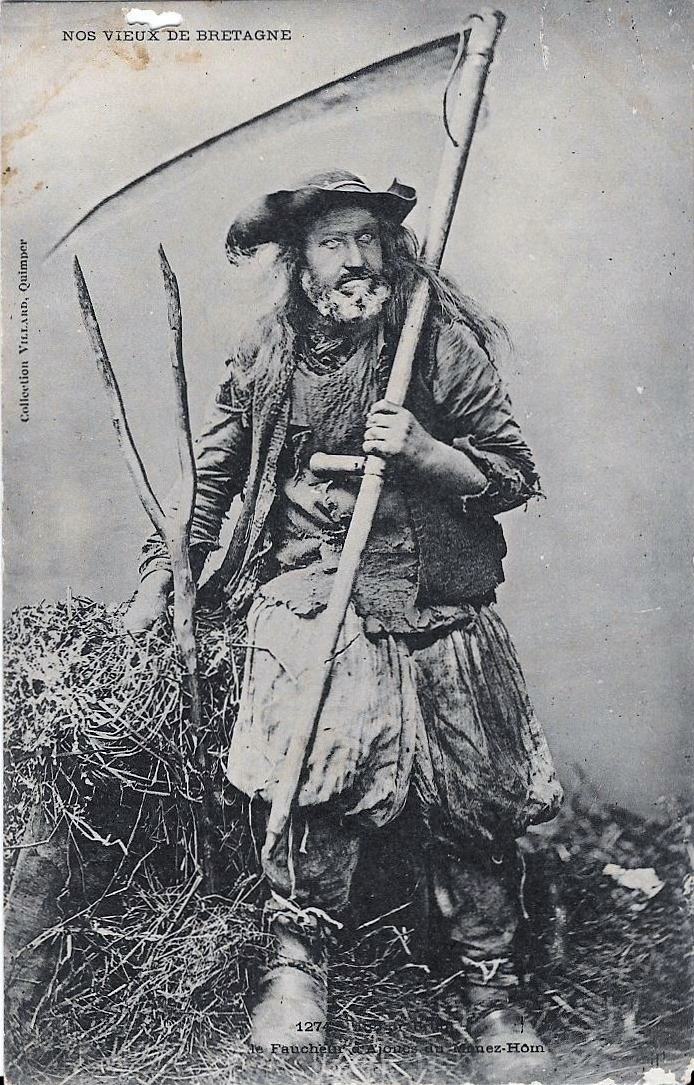
Un faucheur d'ajoncs au Ménez Hom (carte postale Villard, vers 1910).

#### Entre-deux-guerres
De nombreux pèlerins se rendant au pardon de Sainte-Anne-la-Palud gravissaient le Ménez Hom la veille du pardon, passant la nuit en campement sur le sommet et, lorsque le jour se levait, ils se mettaient à genoux et chantaient leurs premiers cantiques.
Le 24 avril 1929, un habitant de Trégarvan qui gardait son troupeau dans la montagne du Ménez Hom alluma un feu de bruyère pour se réchauffer. La sécheresse était telle que le feu se propagea rapidement ; l'incendie dura trois jours en dépit des efforts des gens de toutes les communes avoisinantes tentant vainement de l'éteindre, ce que seule la pluie parvint à faire. « On compte par centaines les hectares de bruyères qui ont été dévastés ; perte sensible pour les agriculteurs des environs. Beaucoup de pins ont été détruits ou ont souffert. Ils commençaient à gravir en grand nombre le flanc sud de la montagne ; leur marche progressive est retardée de plusieurs années ».

#### Seconde Guerre mondiale
Pendant la Seconde Guerre mondiale, les Allemands ont installé des postes d'observation et des moyens de défense à son sommet.
Le 18 août 1944, le 17th Cavalry Reconnaissance Squadron attaque le Ménez Hom (nom de code Hill 330), qui commande l'accès à la presqu'île de Crozon : les combats font 17 morts dans les rangs américains et 500 soldats allemands sont faits prisonniers.
Le 25 août 1944 le 175th Infantry, qui fait partie de la 29e division d'infanterie américaine, attaque Hill 103, nom de code d'une colline fortifiée fortement défendue par les Allemands, située sur les hauteurs de Cocastel. Les combats durent jusqu'au 3 septembre, jour où les troupes américaines parviennent enfin à conquérir cette éminence.
Le 1er septembre 1944, face à 15 000 Allemands aguerris aux combats et commandés par le général Ramcke, le Ménez Hom est pris de force par la Résistance FFI de Bretagne, commandée par le commandant Philippot, et Henri Birrien, de Châteauneuf-du-Faou, y plante le drapeau français. Dans son ordre du jour daté du 2 septembre 1944, le colonel Éon félicite « le Bataillon Normandie qui a conquis de haute lutte l'ouvrage puissamment fortifié qui couronne le piton 330 et dont les compagnies, grelottant dans leurs vestons déchirés et leurs souliers sans semelle, ont hissé le drapeau tricolore ».

### La chapelle Sainte-Marie-du-Ménez-Hom

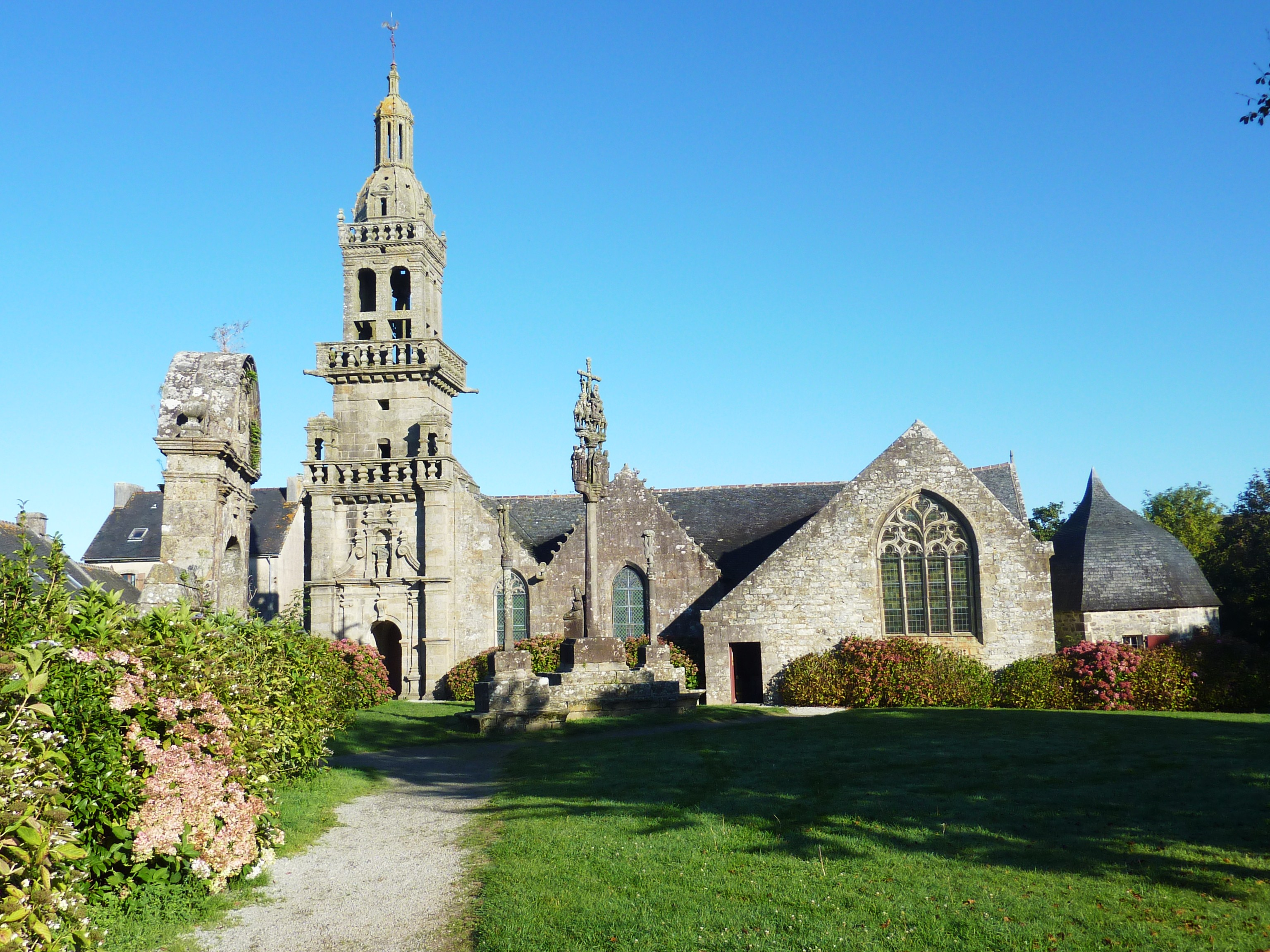
La chapelle Sainte-Marie-du-Ménez-Hom.

Une chapelle des XVIe – XVIIIe siècles et son enclos paroissial (arc de triomphe, calvaire, etc.) se trouve dans le hameau de Sainte-Marie-du-Ménez-Hom, ancien gîte d'étape sur la route traditionnelle d'accès à la presqu'île de Crozon, est classée au titre des Monuments historiques par arrêté du 28 octobre 1916.

## Activités

### Tourisme, activités sportives et loisirs liés au site

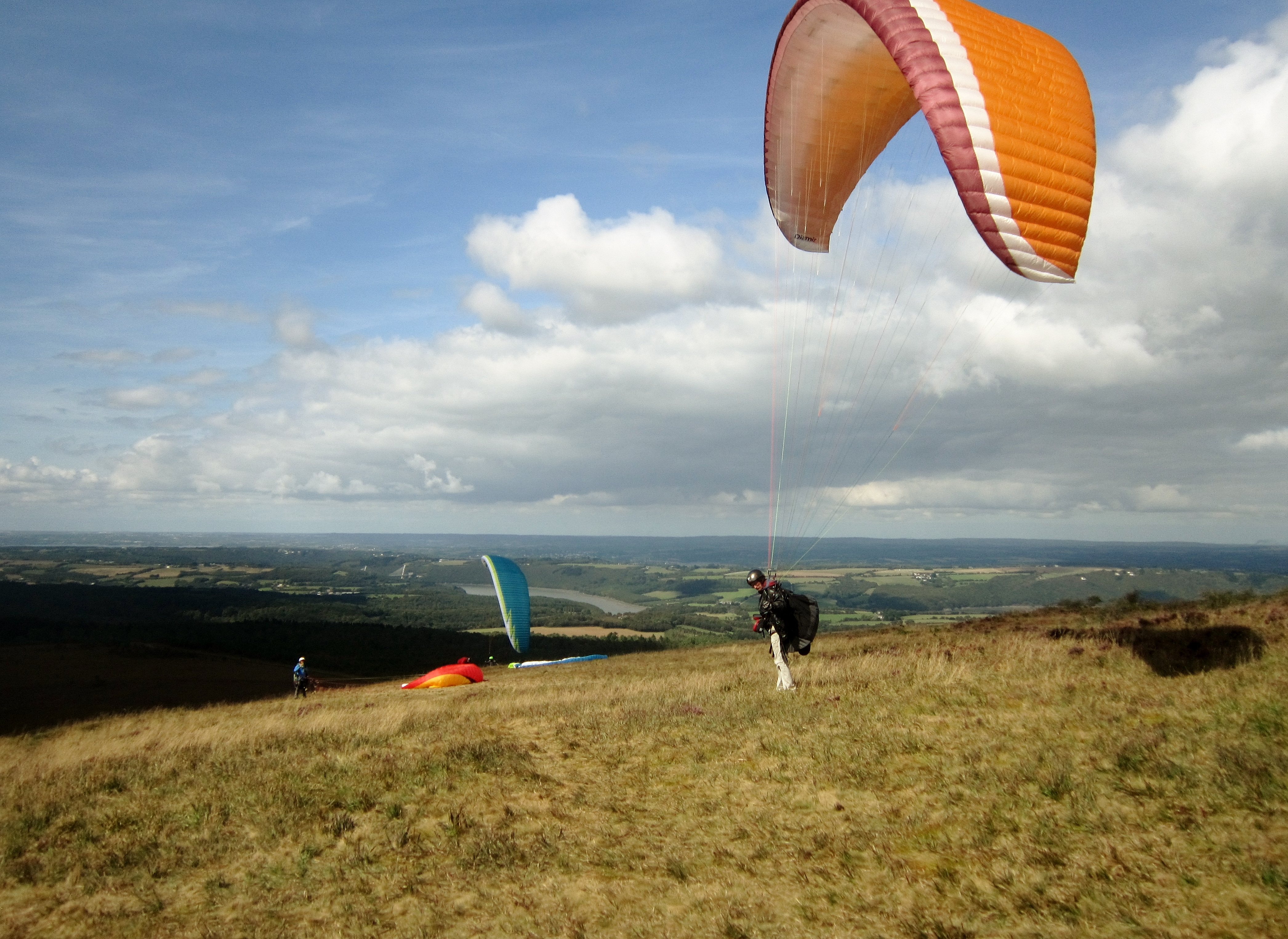
Parapentistes sur le flanc ouest du Ménez Hom ; l'Aulne est visible à l'arrière-plan.

Un circuit d'interprétation intitulé « Sur les pas du Roi Marc'h », dont le point de départ se trouve près de la tombe du roi Marc'h sur les flancs du Ménez Hom ; en 54 étapes, il permet la découverte du patrimoine du pays de l'Aulne et du Porzay. Il se termine à Locronan.
Les adeptes du parapente et les modélistes s'y côtoient. Des écoles (parapente, delta, modélisme) permettent de s'initier. Le Ménez Hom est, parmi les spots bretons, celui qui est le plus apprécié des libéristes. Une école de deltaplane a été créée en 1981 et une école de parapente en 1990. Ces deux écoles sont regroupées en une seule structure, l’École de vol libre du Ménez-Hom. Des baptêmes en parapente sont proposés aux beaux jours.
Le classement du Ménez Hom comme patrimoine naturel permet désormais une protection du site sans trop contrarier les pratiques sportives ou de loisir : c'est un haut lieu de la pratique de l'aéromodélisme, du parapente et du deltaplane.
Le sommet étant chauve, de nombreux sentiers sont tracés, permettant de gravir la colline sur toutes ses faces ; les sentiers gravissant les faces nord et ouest sont plus raides que ceux gravissant les autres faces.

### Accessibilité
Un parc de stationnement a été aménagé légèrement en contrebas du sommet du Ménez Hom ; il est accessible par une départementale rectiligne, la D83, qui s'embranche sur la route reliant Châteaulin à Crozon quelques hectomètres après le hameau de Sainte-Marie-du-Ménez-Hom.

## Culture populaire

### Légendes
- La légende du roi Marc'h[41] : autrefois, un roi très puissant dénommé Marc'h (« cheval » en breton[42]) était un grand guerrier mais n'hésitait pas à forcer les filles du voisinage. Il avait toutefois une grande vénération pour sainte Marie et on dit même que c'est lui qui lui aurait construit la première chapelle au lieu Sainte-Marie-du-Ménez-Hom, à mi-pente du sommet. Quand il mourut, Dieu voulait le damner mais la Vierge Marie intercéda en sa faveur. Dieu consentit à ce qu'il ne soit point damné mais « son âme devra demeurer dans sa tombe jusqu'à ce que cette tombe soit assez haute pour que, du sommet du cairn, dénommé en breton Ar-Bern-Mein (« le Tas de Pierre ») que forme sa tombe supposée, le roi Marc'h puisse voir le clocher de ta chapelle »[43]. Mais ses fidèles enterrèrent le roi Marc'h sur le versant opposé du mont par rapport à la chapelle. Depuis le roi Marc'h patiente... jusqu'à ce que les passants aient déposé suffisamment de pierres sur sa tombe pour qu'il puisse, du sommet du tas, enfin voir le clocher de la chapelle et être sauvé[44].
- La légende de Karreg an Tan : du haut du belvédère de Karreg an Tan, piton rocheux qui culmine à 281 m d'altitude, situé dans les montagnes Noires au sud de Gouezec, on domine un vaste horizon. À l'époque des invasions vikings, ces derniers remontaient l'Aulne pour piller l'intérieur du pays. Un guetteur surveillait le sommet du Ménez Hom où, en cas de menace, un autre guetteur allumait un feu afin de donner l'alerte, et lui aussi allumait un feu pour prévenir les populations avoisinantes. Ce sommet a gardé depuis son nom de « Roche du Feu ».
- La légende de la ville d'Ys : son territoire se serait étendu jusqu'au pied du versant sud du Ménez Hom.
- La Noël de Jean Rumengol, conte retranscrit par Anatole Le Braz, évoque la chapelle de Sainte-Marie-du-Ménez-Hom et la ville d'Ys (« Si jamais sainte Marie descend du Ménez-Hom, ce sera pour rouvrir les portes de Ker-Is »)[19]. Dans ce même conte, Anatole Le Braz raconte que lorsque la ville d'Ys fut submergée, le roi Gradlon prit en croupe saint Guénolé sur son cheval gris pommelé et qu'ils mirent pied à terre au pied du Ménez Hom. Sur les conseils du moine, le roi Gradlon aurait fait construire au sommet du mont une chapelle expiatoire.
- Saint Corentin aurait eu son ermitage au pied d'une montagne nommée Ménez-Cosm (Ménez Hom)[45].
- La légende du dahu : elle est étrangère à la tradition bretonne. Le dahu est un animal sauvage imaginaire ressemblant au renard. Il ne sort que dans la nuit du 15 août quand il fait le tour du Ménez Hom ; celui qui parviendra à l'attraper deviendra riche, très riche[36]. Sans doute cette pseudo-légende trouve-t-elle son origine dans une confusion avec la princesse Dahut, fille du roi Gradlon, qui aurait disparu lors de l'engloutissement de la ville d'Ys et continuerait à errer aux alentours du Ménez Hom.

### Autres références littéraires
- Jules Breton évoque « le noble Ménez-c'hom qui ressemble au Vésuve[46] ».
- Sylvain Tesson voit « le Ménez-Hom qui verrouillait la pointe tricuspide de la presqu'île de Crozon, le sommet des Drus où veillait une vierge sujette aux coups de foudre. » comme un des hauts lieux spirituels, ces « endroits barrésiens « où souffle l'esprit, des lieux qui tirent l'âme de sa léthargie », des stèles où la Terre touchait le Ciel, se consacraient comme disaient les mages. »[47].